# Amapasaurus tetradactylus
Amapasaurus tetradactylus — вид ящірок родини гімнофтальмових (Gymnophthalmidae). Мешкає в Південній Америці. Це єдиний представник монотипового роду Amapasaurus.

## Поширення і екологія
Amapasaurus tetradactylus мешкають в бразильських штатах Амапа і Амазонас та на півдні Французької Гвіани і Суринаму. Вони живуть у вологих рівнинних тропічних лісах, серед лісової підстилки.